# Louise Meijer
Pour les articles homonymes, voir Meijer.
Louise Meijer, née le 14 août 1990 dans le comté de Jönköping (Suède), est une femme politique suédoise. Elle est députée depuis 2018.

## Biographie
Louise Meijer est présidente des jeunes du parti Les Modérés dans le comté de Scanie entre 2012 et 2014 puis vice-présidente nationale du mouvement jeune de 2014 à 2016. Diplômée en droit de l'université de Lund en 2014, elle est avocate de profession. En 2016, elle fonde le prix Justitia, destiné à récompenser l'égalité au sein des cabinets d'avocats de droit commercial. Louise Meijer est nommée avocate de l'année en 2017.
En 2018, elle est élue députée, puis réélue en 2022.